# Lizbeth Gamboa Song
Lizbeth Gamboa Song (Chetumal, Quintana Roo, 31 de marzo de 1981) es una política mexicana, miembro del Partido Revolucionario Institucional (PRI). Fue diputada federal de 2012 a 2015.

## Biografía
Es licenciada en Derecho con especialidad en Derecho Fiscal por la Universidad de las Américas de Puebla y maestra en Administración Pública y Políticas Públicas por el Instituto Tecnológico y de Estudios Superiores de Monterrey (ITESM). Tienes estudios de idioma francés, de un seminario de Negocios y Arbitraje Internacional de la Cámara Internacional de Comercio en París, Francia; y una especialidad en el Programa Ejecutivo en Política Energética en la Universidad de Harvard.
De2004 a 2006 fungió como asesora en el Senado de la República y simultáneamente en 2005 directora de información y promoción en la Oficina de Representación del Gobierno de Quintana Roo en el Distrito Federal. De 2006 a 2007 fue subsecretaria de Desarrollo Social de la Secretaría de Planeación y Desarrollo Regional del gobierno de Quintana Roo y de 207 a 2011 fue directora general del DIF de Quintana Roo, ambos en la administración del gobernador Félix González Canto. De 2011 a 2012 fue directora general del Instituto Quintanarroense de la Mujer por nombramiento del gobernador Roberto Borge Angulo y consera política nacional del PRI.
En 2012 fue elegida diputada federal por el princicipio de representación proporcional a la LXII Legislatura que concluyó en 2015. En ella fue secretaria de las comisiones de Puntos Constitucionales; de Lucha Contra la Trata de Personas; y, de Transparencia y Anticorrupción; así como integrante de las comisiones de Atención a Grupos Vulnerables; de Salud; y, de la especial para conocer y dar seguimiento puntual y exhaustivo a las acciones que han emprendido las autoridades competentes en relación con los feminicidios registrados en México.